# Brenthis tristicula
Brenthis tristicula är en fjärilsart som beskrevs av Rocca 1946. Brenthis tristicula ingår i släktet Brenthis och familjen praktfjärilar. Inga underarter finns listade i Catalogue of Life.